# Bylinková zahrada Tiree Chmelar ve Valticích
Bylinková zahrada Lu & Tiree Chmelar ve Valticích patří k ukázkovým zahradám a návštěvníci se v ní mohou seznámit s více než 200 druhy a kultivary léčivých a užitných bylin.

## Tradice od 17. století
Vybudování bylinkové zahrady navazuje na tradici z počátku 17. století, kdy řád Milosrdných bratří založil ve Valticích nemocnici se zahradou s léčivými bylinami. V tomto konventu působili v polovině 18. stol. také bratři Bauerové, talentovaní rodáci z Valtic, kteří byli v klášteře vyučováni malbě a díky jejich nadání a píli byli později přijati do Vídně. Ferdinand z Vídně následně odjel na objevitelskou plavbu do Austrálie, Franz byl pozván do Kew Gardens v Londýně, kde časem získal titul Botanický malíř jeho veličenstva krále Jiřího III. Mimo jiné tam vyučoval malbě také princeznu a královnu. Ve své době byli tito muži považováni za nejlepší botanické malíře, pochvalně o nich psal i J. W. Goethe.

## Prostor zahrady v průběhu 20. století
Na počátku 20. století se na tomto místě nacházela užitková zahrada zámku. Tyto zahrady byly dříve součástí většiny šlechtických sídel a využívány byly zejména pro kuchyňské účely, po druhé světové válce však povětšinou zanikly. Během druhé poloviny 20. století sloužil prostor jako zámecké zahradnictví, tedy zásobní zahrada rostlin pro výsadbu do zámeckého parku a pro řez k výzdobě interiérů zámku.

## Vznik projektu
Hlavními iniciátory projektu, kteří dlouhodobě podporovali a propagovali Lednicko-valtický areál ve světě, a kteří také zajistili podporu zahrady ze strany amerických nadací, byli manželé Tiree a Lubomír Chmelar z USA. Paní Tiree Chmelar se bohužel otevření zahrady nedožila a zahrada je tak věnována její památce.
V roce 2005 proběhla na Zahradnické fakultě soutěž o návrh na ztvárnění zahrady. Tým tří vítězů soutěže – Adam Baroš, Jakub Finger a Mirka Svorová pak v rámci společného workshopu vytvořili pod vedením pedagoga Přemysla Krejčiříka a jeho ženy a zahradní architektky Kamily Krejčiříkové konečný návrh zahrady. V následujících letech byly postupně realizovány jednotlivé etapy celého projektu. Vzhledem k finanční náročnosti projektu trvaly práce na zahradě celkem 6 let.